# Bezirk Müna
Müna ist ein Bezirk (distrito) des indigenen Territoriums Ngöbe-Buglé in Panama. Die Einwohnerzahl betrug laut Volkszählung 2023 47.200. Es liegt in der Unterregion Kädridri.

## Gliederung
Der Bezirk Müna ist administrativ in folgende Corregimientos unterteilt:
- Chichica (Hauptort)
- Alto Caballero
- Bakama
- Cerro Caña
- Cerro Puerco
- Krüa
- Maraca
- Nibra
- Peña Blanca
- Roka
- Sitio Prado
- Ümani
- Dikeri
- Diko
- Kikari
- Mreeni